# 황명수 (1927년)
황명수(黃明秀, 1927년 4월 29일 ~ 2020년 7월 1일)는 대한민국의 정치인으로, 제9·11·13·14대 국회의원이다. 본관은 창원.

## 생애
양정고등학교를 졸업했다. 1949년 동국대학교 정치학과에 입학하여 1953년 동국대학교 정치학과에서 학사 학위 취득했다. 정계 입문 후 유진산, 김의택, 이민우, 유치송 등과 함께 진산계의 핵심이었다.  1984년 민한당을 탈당해 무소속으로 11대 원내에 입성했다. 1984년 민주화추진협의회에 현역 의원으로는 유일하게 가입했다. 신한국당, 민자당 사무총장을 지냈다. 문민정부 시절 국회 국방위원장, 국회 부의장을 지냈다. 15대 총선에서 낙선했다. 2001년 경부고속철도 차량 선정 로비 사건과 관련해 최만석씨로부터 사례금 4억원을 받은 혐의로 구속기소돼 2002년 3월 징역 2년6월에 집행유예 4년, 추징금 4억원이 확정됐다. 동국대 총동창회장을 지냈다.

## 기타
- 비록 그는 골수 비(非)상도동계 출신이지만 1980년대초 김영삼 전 대통령이 가택연금을 당했던 시절부터 거의 매일 상도동으로 위로 전화를 하며 비상도동계 출신으로는 가히 드물 정도로 김영삼과 가까워졌다.

## 가족 관계
- 배우자: 유설자(1930년 ~ )
  - 장남: 황문성
  - 차남: 황철성
  - 삼남: 황운성
  - 딸: 황혜진

## 역대 선거 결과
|  | 46.46% |

|  | 35.64% |

|  | 23.61% |

|  | 27.52% |

|  | 47.34% |

|  | 43.30% |

|  | 29.43% |